# Desa Langkapjaya
Desa Langkapjaya är en administrativ by i Indonesien.   Den ligger i provinsen Jawa Barat, i den västra delen av landet, 100 km söder om huvudstaden Jakarta.